# Gliese 328
Gliese 328 is een hoofdreeksster van het type M0, gelegen in het sterrenbeeld Hydra op 67 lichtjaar van de Zon. De ster beweegt zich door het heelal met 97,9 km/s ten opzichte van de zon. In 2013 werd een exoplaneet ontdekt. Deze bleek een excentrische baan te hebben. De planeet heeft twee keer de massa van Jupiter en een omlooptijd van 11 jaar.